# Dworzec autobusowy w Szczecinie
Dworzec autobusowy w Szczecinie – dworzec autobusowy znajdujący się na placu Grodnickim w Szczecinie. 

## Historia
W roku 2016 zapadła decyzja o budowie nowego, zintegrowanego dworca kolejowo-autobusowego, zwanego Dworcem Górnym w rejonie ulic Owocowej, Korzeniowskiego i Zawiszy. Koszt budowy miałby wynosić 30 mln zł, a budowa zakończyć się w r. 2020.  W r. 2017 władze miejskie postanowiły zmienić przeznaczenie funduszy na modernizację ul. Kolumba. 

## Dworzec
Na dworcu znajdują się kasy biletowe, toalety (również dla niepełnosprawnych), punkty gastronomiczne, samoobsługowa przechowalnia bagażu oraz jest bezpłatny dostęp do internetu Wi-Fi.

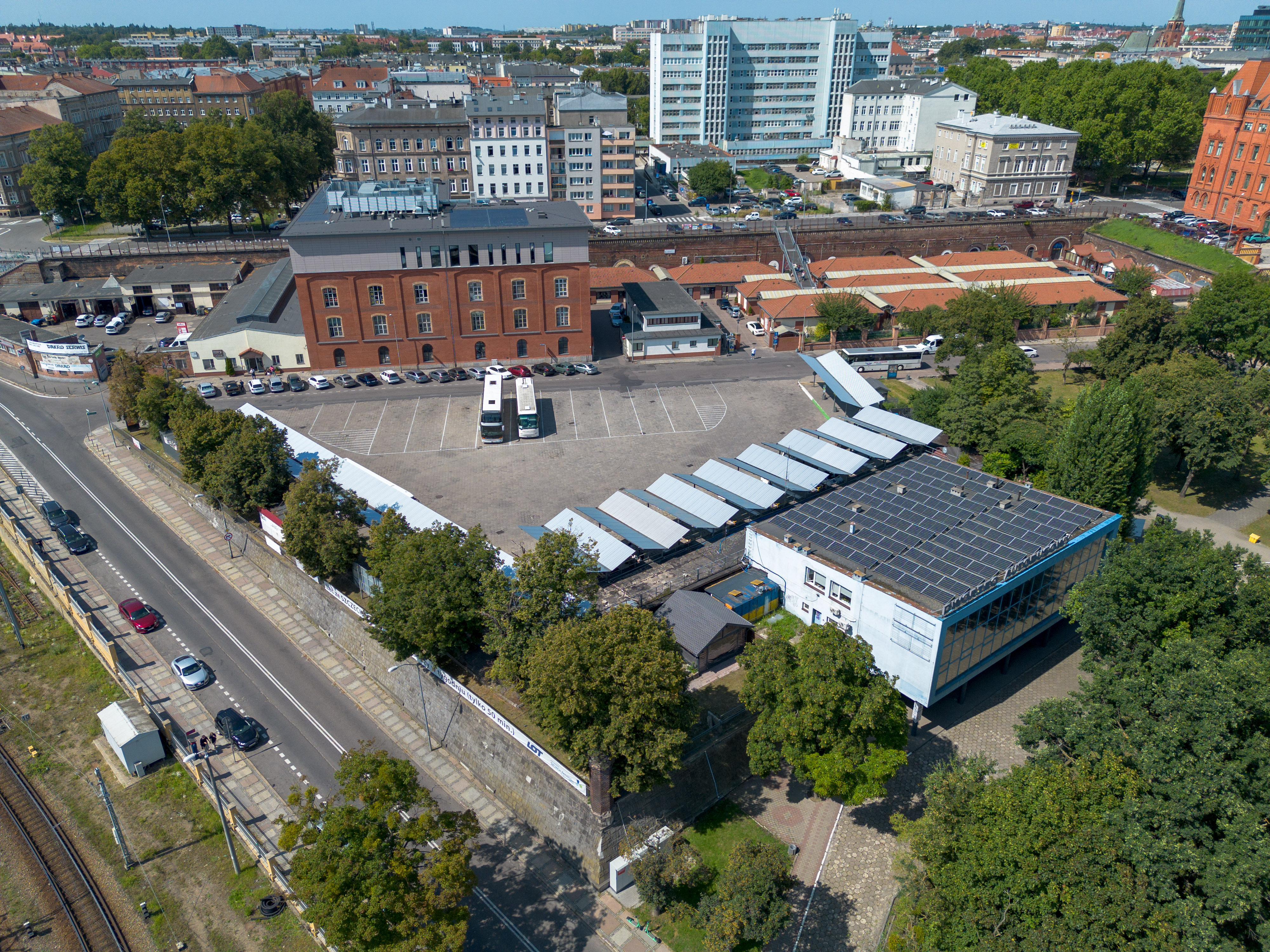
Dworzec autobusowy z lotu ptaka